# Дружня (річка)
Дру́жня — річка в Україні, ліва притока Хомори (басейн Дніпра).

## Загальний опис
Довжина 12 км. Площа водозбірного басейну 90,6 км². Має 5 приток, загальною довжиною 20 км. Найбільша з них — Лизне (ліва), завдовжки 7 км. 
Дружня бере початок поблизу села Поляна, протікає територією Шепетівського району Хмельницької області. Впадає в Хомору за півтора кілометра нижче від залізничного мосту, між Полонним і Понінкою. У верхній течії формується серед лук та боліт. Середня течія Дружні є частиною ландшафтного парку Мальованка. Русло річки заболочене, важкодоступне. Є ряд поселень бобрів. У місці перетину з автодорогою Полонне — Буртин розташований став і зона відпочинку. 
За твердженням краєзнавців, назва річки походить від назви хутора Дружня, на якому дружно жили родини Бобрівників, Дрегалів, Сарнацьких.